# Вильяр, Иван
Ива́н Вилья́р Марти́нес (исп. Iván Villar Martínez; родился 9 июля 1997 года, Кангас, Испания) — испанский футболист, вратарь клуба «Сельта». Серебряный призёр Олимпийских игр 2020 года в Токио.

## Клубная карьера
Иван Вильяр является воспитанником футбольного клуба «Сельта». За дубль дебютировал в матче против «Культураль Леонеса», в течение которого сохранил свои ворота в неприкосновенности. В матче против футбольного клуба «Алавес» дебютировал за основную команду. За шесть лет игр за дубль Вильяр сыграл в 86 играх, где пропустил 106 мячей и сыграл 29 раз на ноль. В матче против «Эспаньола» отстоял свои ворота насухо.
25 января 2018 года перешёл в «Леванте» на правах аренды. Не сыграв за клуб ни матча, он вернулся в футбольный клуб «Сельта».
11 августа 2021 года перешёл в «Леганес» на правах аренды. За клуб дебютировал в матче против Аморебьета, где не пропустил голов. Всего за «Леганес» сыграл 12 матчей, в которых пропустил 22 мяча.

## Карьера в сборной
В 2013 и в 2016 годах сыграл три товарищеских матча за сборные Испании. В 2021 году был включён в заявку на Олимпийские игры в Токио. На турнире попал в заявку в полуфинал с Японией. По итогам турнира Испания стала серебряным призёром.

## Достижения
- Серебряный призёр Летних Олимпийских игр в Токио: 2020